# Burkini

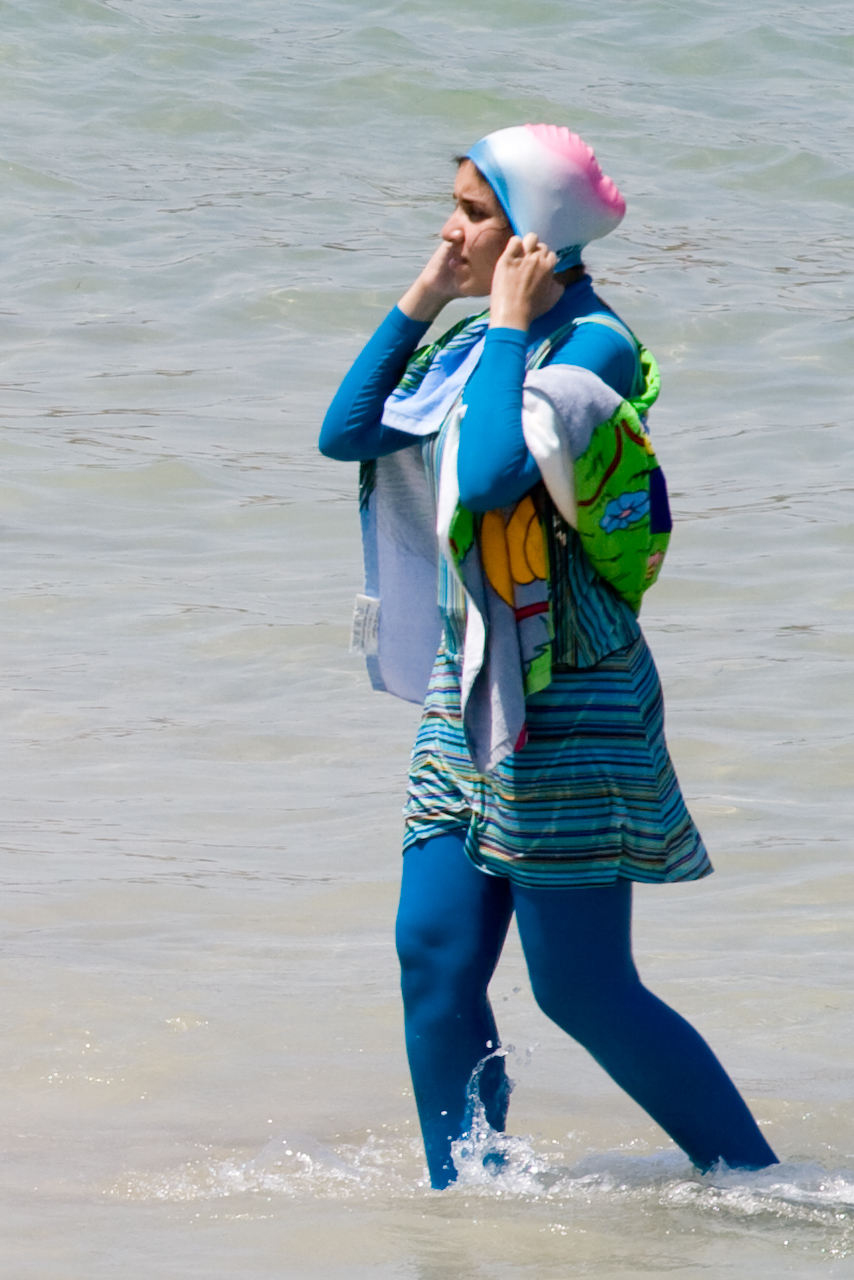
Femeie purtând burkini

Burkini (sau burqini; arabă بوركيني, portmanteau rezultat din combinația cuvintelor burka și bikini) este un tip de costum de baie pentru femei. Designul își propune să respecte îndemnul Coranic pentru femeile musulmane de a se îmbrăca modest. Costumul acoperă întregul corp, exceptând fața, mâinile și picioarele, fiind în același timp suficient de ușor pentru a permite înotul. 
Burkini arată mai degrabă  ca un costum de scafandru dotat cu glugă, dar mai lejer, și este realizat din materiale obișnuite pentru un costum de baie în loc de neopren.

## Interdicții în Europa
În august 2009, o femeie din Franța a fost împiedicată să înoate într-o piscină publică purtând burkini în perioada controverselor privind portul baticului islamic în școlile franceze. Interdicția a fost justificată prin referirea la o lege care nu permite înotul în haine de stradă. În august 2016, primarul din Cannes a interzis înotul în burkini, considerând costumul de baie drept „un simbol al extremismului islamic”. O organizație intitulată Colectivul Împotriva Islamofobiei în Franța a atacat în instanță decizia, dar Curtea de Apel din Nisa a respins acțiunea, considerând hotărârea primăriei drept legală. Înotul în burkini a fost interzis și în orașele Villeneuve-Loubet de pe Riviera Franceză, respectiv Sisco din Corsica. În total, circa 30 de localități de pe litoralul francez au interzis prezența pe plaje a femeilor îmbrăcate în burkini.
Premierul Franței, Manuel Vals, a declarat că „burkini reprezintă înrobirea femeilor”, în timp ce ministrul de Interne Bernard Cazeneuve a solicitat „fermitate absolută în ce privește laicitatea”, dar și „proporționalitate” la punerea în operă a interdicției de a purta costumul.
Colectivul Împotriva Islamofobiei în Franța și Liga pentru Drepturile Omului au contestat legea și la Consiliul de Stat, cea mai înaltă instanță administrativă din Franța. Pe 26 august 2016, Consiliul a anulat interdicțiile de folosire a burkini, considerând că acestea „încalcă serios și clar drepturile fundamentale”, inclusiv libertatea religioasă.

## Folosirea burkini
Jurnalista britanică Nigella Lawson este una din purtătoarele notabile de burkini, dar ea nu o face din motive religioase, ci pentru a-și proteja pielea.
Unele hoteluri și complexuri hoteliere din Maroc au interzis folosirea burkini în piscinele lor din motive igienice. Bikini și alte modele de costume de baie sunt în continuare permise. Acest lucru a iscat dezbateri și controverse politice.
Alte modele de costume de baie „islamice” includ veilkini și marca MyCozzie. Creatoarea de burkini Aheda Zanetti a criticat costumul MyCozzie, afirmând că folosește lycra și pune în pericol purtătoarea lui. Acest lucru a fost respins de designerul costumului MyCozzie.
Burkini a început să câștige popularitate și în Israel, atât în comunitățile de evrei Haredi, cât și în cele musulmane, și este denumit Burkini sau „costum de baie modest”.